# 朱秉櫸
永興莊定王朱秉櫸（15世紀—1533年），明朝秦藩第五代永興王，永興恭憲王朱志墣之曾孫，鎮國將軍朱公䤡之孫，輔國將軍朱誠瀷之庶第一子。

## 生平
弘治六年（1493年）二月壬戌，獲賜名秉櫸。後封奉國將軍。
正德二年（1507年），永興榮惠王朱誠瀾去世。因其二子均夭折，由朱秉櫸主喪。其後，朱誠瀾之妃楊氏上疏，請求讓朱秉櫸襲爵。朱秉櫸堂叔之子朱秉楶以自己是嫡出、朱秉櫸是庶出为由争夺袭封资格，未果。因大宦官刘瑾为陕西人，大力促成，經禮部再三商議，於正德三年（1508年）同意襲爵。正德五年（1510年）刘瑾倒台后，禮部又議稱，作为刘瑾乱政时期的受益人，朱秉櫸應查革，但因已有成命，姑仍舊封，子孙不许袭爵，其他绝嗣支系也不得引以为例由旁支续封。正德六年（1511年）五月戊辰，朱秉櫸襲封永興王。
嘉靖十二年（1533年）薨，在位二十三年，諡號莊定。五年後，庶長子朱惟𤌍仍然得以襲爵。后来朱惟𤌍自首其父系旁支冒封，获准终身保留爵位，朱惟𤌍死后，永兴国除。

## 家庭

### 妻妾
- 宋氏，驛丞宋愈長女，正德八年（1513年）冊為永興王妃。[8]
- 丁氏（1487年－1524年），正德六年（1511年）入府，嘉靖二十六年（1547年）追封為永興莊定王次妃，生朱惟𤌍。[9]
- 張氏，封永興王夫人，生朱惟炥。[10]

### 子孫
- 庶長子：永興恭定王朱惟𤌍
- 子：鎮國將軍朱惟爟[11]
- 子：鎮國將軍朱惟烚[11]
- 子：鎮國將軍朱惟燆[11]
- 子：鎮國將軍朱惟煖[11]
- 子：鎮國將軍朱惟𤐀[11]
- 子：鎮國將軍朱惟煁[11]
- 庶第八子：鎮國將軍朱惟炥（1531年－1569年），道號華川子
  - 子：朱懷[10]，一作「朱懷㙣」[11]
- 子：鎮國將軍朱惟燤[11]
- 女：褒城縣主[11]
- 孫：輔國將軍朱懷陞[11]
- 孫：輔國將軍朱懷⿰土豕[11]
- 孫：輔國將軍朱懷堤[11]
- 孫：輔國將軍朱懷壆[11]
- 孫：輔國將軍朱懷垑[11]
- 孫：朱懷塡[11]
- 孫：朱懷墨[11]
- 孫：朱懷墌[11]